# Helvetios
Helvetios (lateinisch für ‹(die) Helvetier› bzw. ‹(die) Schweizer›, Akkusativ Plural) ist das fünfte Studioalbum der Schweizer Folk-Metal-Band Eluveitie. Es ist das erste Konzeptalbum der Band und behandelt chronologisch die Thematik des Gallischen Krieges. Ausgearbeitet wurde das Konzept mit Hilfe von Historikern über einen Zeitraum von gut zwei Jahren. Zusammen mit den Aufnahmen und der Produktion des Albums vergingen knapp fünf Jahre, bis das Album im deutschsprachigen Raum am 10. Februar 2012 auf dem Plattenlabel Nuclear Blast erschien.
Die Musik auf Helvetios stellt eine Kombination aus Melodic Death Metal und Folk Metal dar. Es finden sich zudem Einflüsse weiterer Genres wie Black-, Thrash-, Gothic- und Symphonic-Metal, aber auch Elemente der aktuellen Popmusik und des traditionellen Folk.
Das Album konnte in mehreren europäischen und amerikanischen Ländern in die Charts einsteigen und wurde von der Fachpresse sehr gelobt. Teilweise wurde es bereits kurz nach der Veröffentlichung als «genredefinierend» oder als «Meilenstein» hervorgehoben. Die Albumpromotion fand von Januar 2012 bis Dezember 2013 im Rahmen der Helvetios World Tour statt, die sich aus mehreren Einzeltourneen zusammensetzte.

## Entstehung

### Vorgeschichte
Die Idee zu einem Konzeptalbum über den Gallischen Krieg kam Schlagzeuger Merlin Sutter bei einem Telefonat mit Chrigel Glanzmann im Jahr 2007. Er entwarf das Konzept und den Handlungsstrang des Albums bis zum frühen Herbst 2010. Das Songwriting fand während der Everything Remains World Tour statt, und wurde erst unmittelbar vor Beginn der Aufnahmen abgeschlossen. Am 1. September 2011 wurde das Album, inklusive des endgültigen Titels Helvetios, im offiziellen Weblog der Band für 2012 angekündigt.

### Aufnahmen
Als Hauptproduzent wurde Tommy Vetterli verpflichtet, in dessen New Sound Studio in Pfäffikon SZ auch die Schlagzeug-, Gitarren- und Gesangsspuren aufgenommen wurden. Vetterli übernahm zudem die Produktion und die Abmischung aller Spuren. Die übrigen Instrumente spielte die Band im Anschluss in den Krienser Soundfarm Studios ein. Dort arbeiteten Anna Murphy und Marco Jencarelli als Produzenten an den Aufnahmen. Kleinere, von ihm selbst gespielte Instrumente wie Tin- & Low Whistle, Uilleann Pipes, die Bardenharfe und die Bodhrán nahm Glanzmann zusätzlich in seinem Heimstudio in Illnau-Effretikon auf. Zusammen mit den Cheapaschips- und echochamber-Studios nutzte die Band insgesamt fünf Tonstudios. Dies hatte vor allem zeitliche und organisatorische Gründe, da sich durch paralleles Arbeiten die Aufnahmezeit deutlich verkürzte. Am 25. November 2011 wurde die komplette Produktion von Helvetios mit dem Mastering durch Dan Suter im Zürcher Echochamber-Studio abgeschlossen.

#### New Sound Studio
Die Aufnahmen zum Album begannen noch am Tag der Albumankündigung. Zuerst nahm Merlin Sutter dazu die Schlagzeug-Spuren im New Sound Studio bis zum 7. September auf. Es folgten die Gitarrenspuren, die Gitarrist Ivo Henzi am 7. September einzuspielen begann. Bedingt durch anfängliche Komplikationen wurden diese Aufnahmen erst Mitte September abgeschlossen. Grund für diese Verzögerung des Zeitplans waren unter anderem die notwendige Reparatur von Henzis beschädigter Gitarre sowie die Beschaffung von fehlendem Equipment wie weiteren Gitarrenboxen.
Bei allen Instrumenten wurde bei Helvetios verstärkt darauf geachtet, einen natürlichen Klang bei den Aufnahmen zu erzielen. Bevor die eigentlichen Gitarrenaufnahmen beginnen konnten, musste daher ein passender Sound gefunden werden, was mehrere Tage in Anspruch nahm. Dazu wurden nicht nur verschiedene Verstärker, Lautsprecherboxen sowie Mikrofone und deren Positionen, sondern auch verschiedene Instrumente, Gitarrenbauweisen und Stimmungen, Saiten, Plektren und weiteres Zubehör getestet. In ähnlich aufwendiger Weise ging die Band auch bei den anderen Instrumenten vor.

#### Cheapaschips Studios
Am 23. September nahm der schottische Schauspieler Alexander „Sandy“ Morton für die Lieder Prologue, Meet the Enemy und Epilogue in den Londoner Cheapaschips Studios drei Spoken-Word-Passagen auf. Eluveitie-Frontmann Chrigel Glanzmann wurde auf Morton durch den Film Walhalla Rising aufmerksam, und legte seine Beweggründe zur Verpflichtung des Schauspielers gegenüber der Presse dar: «Die Idee des Textes [der von Morton gesprochen wird] ist, dass ein alter Mann, der in seiner Jugend die Schrecken des Gallischen Krieges auf dem Schlachtfeld hautnah miterlebte, aber all die Kriegsjahre überlebte, an seinem Lebensabend zurückblickt… und erzählt.» Er kommentierte die Aufnahmen zudem wie folgt:

«Wir freuen uns und sind stolz, dass wir unsern Wunsch-Kandidaten für diese Parts gewinnen konnten. […] Mit seiner tiefen, rauen und sonoren Stimme ist Sandy einfach perfekt für die Parts auf ‚Helvetios‘! […] Er versetzte sich in die Charaktere des Albums, fühlte sich in die Texte hinein und brachte den ‚Spirit‘ absolut überzeugend rüber!»

#### Soundfarm Studios
Die Folk-Instrumente (Drehleier, Geige, Mandola, Dulcimer, Zugerörgeli und Blockflöte), die Akustikgitarre sowie der Bass und die Gesangsspuren von Anna Murphy wurden in den Soundfarm Studios aufgenommen.
Am 1. Oktober 2011 begannen die Drehleier-Aufnahmen in den Soundfarm Studios, die am 5. Oktober abgeschlossen werden konnten. Anna Murphy merkte im Eluveitie-Blog an, „dass [sie] musikalisch noch nie so gefordert war wie bei diesem Album“, und betonte die Komplexität der Kompositionen. Im Anschluss spielte Meri Tadic bis zum 12. Oktober die Geigenstimmen ein. Es folgten die Mandola-Aufnahmen durch Sime Koch, nicht wie üblich durch Chrigel Glanzmann, da dieser die Stimmen aufgrund von Zeitmangel nicht einspielen konnte. Am selben Tag spielte Koch auch die gesamten Akustikgitarrenspuren ein.
Mit dem Einspielen des Basses durch Ivo Henzi in den Soundfarm Studios wurden Mitte November die Aufnahmen zu Helvetios abgeschlossen. Aus nicht bekannten Gründen übernahm Kay Brem, der reguläre Bassist von Eluveitie, diese Aufgabe nicht. Dennoch wird Brem im Beiheft des Albums als Bassspieler gelistet. Da sich die Aufnahmen in ihrer Gesamtheit länger hinausgezögert hatten als geplant, konnte die Produktion des Albums nicht bis zum Beginn der Neckbreaker’s-Ball-Tour am 28. Oktober 2011 abgeschlossen werden. Um den Zeitplan bis zur Veröffentlichung dennoch in etwa einhalten zu können, wurde in der Backlounge des Tourbusses der Band ein mobiles Aufnahmestudio eingerichtet, in dem die Musiker täglich vor den Konzerten noch mehrere Stunden an dem Album arbeiteten, wobei Anna Murphy die Tontechnik übernahm.

## Weitere Entwicklung

### Promotion-Phase
Zwei Tage nach dem Ende der Neckbreaker’s-Ball-Tour reiste die Band am 21. November 2011 nach Warschau, um dort am 21. und 22. November zu den Liedern A Rose for Epona und Havoc zwei Musikvideos mit der renommierten Filmcrew Groupa 13 zu drehen. Die erste Prelistening-Veranstaltung für ausgewählte Vertreter der Metal-Presse fand am 26. November 2011 in Anwesenheit von Glanzmann und Murphy bei Nuclear Blast in Donzdorf statt.
Den ersten Albumtrailer, in dem das lyrische und musikalische Konzept des Albums vorgestellt wurde, veröffentlichte die Band am 16. Dezember 2011. Als erste Online-Single erschien am 24. Dezember 2011 das Lied Meet the Enemy über das Facebook- und das YouTube-Profil der Band. Erstmals live aufgeführt wurde das Lied am 30. Dezember 2011 beim Festival Eluveitie & Friends im Zürcher Volkshaus zusammen mit Coroner, Korpiklaani, Powerwolf, Excelsis und Blutmond.
Als zweiter Teaser wurde am 4. Januar 2012 das Lied A Rose for Epona veröffentlicht. Bereits kurz nach der Veröffentlichung kursierte im Internet das Gerücht, es handle sich bei diesem Lied um ein Cover- oder Tribute-Lied oder gar um ein Plagiat von Blood Stain Childs Metropolice. Im offiziellen Forum der Band äußerten sich Anna Murphy und Chrigel Glanzmann zu den Hintergründen von A Rose for Epona und der vermeintlichen Ähnlichkeit der beiden Lieder. Laut Glanzmann entstand die Ähnlichkeit durch den simplen Aufbau der beiden Melodiebögen, da es sich nur um einen Vierklang mit sich verändernden Grundtönen und leichter rhythmischer Verschiebung handelt.
Knapp zwei Wochen nach Veröffentlichung des Liedes, wurde am 17. Januar 2012 der Videoclip zu A Rose for Epona, der im November 2011 auf Burg Świny gedreht worden war, erstmals der Öffentlichkeit präsentiert. Zuvor wurden bereits zu Meet the Enemy (9. Januar) und A Rose for Epona (13. Januar) zwei Videos veröffentlicht, die mit Impressionen aus dem Albumartwork und dem jeweiligen Liedtext unterlegt waren. Als weiterer Teaser wurde am 1. Februar 2012 ein Making-of-Video vom Musikclip zu A Rose for Epona veröffentlicht. Das zweite und letzte Musikvideo (zu Havoc) wurde am 6. Februar 2012 veröffentlicht.

### Veröffentlichung
In der Dezember-2011-Ausgabe des Metal Hammers wurde Helvetios für den 24. Februar 2012 angekündigt. Wenig später gab die Band am 4. Dezember 2011 bekannt, dass das Album im deutschsprachigen Raum am 10. Februar 2012 erscheinen soll und veröffentlichte auch das Albumcover und die Titelliste. In Japan erschien es am 22. Februar über Columbia, in den USA und dem Rest der Welt am 28. Februar über Nuclear Blast USA. Veröffentlicht wurde Helvetios in folgenden Versionen:
- Reguläre Version – nur das Album im Jewelcase
- Digital-Download-Version – enthält neben den Liedern der regulären Version zusätzlich noch eine Akustikversion von A Rose for Epona, den Videoclip zum selbigen Lied und eine digitale Version des Beihefts. Diese Version wird exklusiv über den iTunes Store vertrieben.[30]
- Helvetios Digipak – Digipak bestehend aus dem Album inklusive der Akustikversion von A Rose for Epona als Bonustitel sowie einer Bonus-DVD.[31]
- Helvetios Digipak – CeDe.ch-Version – dem regulären Digipak identisch, jedoch mit Eluveitie-Gitarrenplektrum und nur erhältlich in limitierter Auflage über den Webshop CeDe.ch – inzwischen vergriffen.[32]
- Helvetios Mailorder Edition – Exklusiv über Nuclear Blast vertriebene Boxset-Edition, bestehend aus dem Album inklusive eines Bonustitels, einer Bonus-DVD, einer Flagge mit abgebildeten Albumcover und nummeriertem Echtheitszertifikat, limitiert auf 500 Kopien – inzwischen vergriffen.[33]
- Helvetios Amazon Edition – Exklusiv über Amazon vertriebene Boxset-Edition bestehend aus dem Album inklusive eines Bonustitels, einer Bonus-DVD und eines Patches – inzwischen vergriffen.
- Helvetios Black Vinyl – 2-LP-Version bestehend aus zwei 180 Gramm schweren schwarzen LPs im Gatefold mit DIN-A2-Poster.[34]
- Helvetios Grey Vinyl – Exklusiv über Nuclear Blast vertriebene 2-LP-Version bestehend aus zwei 180 Gramm schweren grauen LPs im Gatefold mit DIN-A2-Poster. Streng limitiert auf 150 handnummerierte Exemplare – inzwischen vergriffen.[35]

Regionale Sondereditionen:
- Helvetios CD + Shirt – reguläre Jewelcase-Version, kam zusammen mit einem T-Shirt im Albumcoverdesign sowie einem 290 mm × 430 mm großen signierten Poster. Diese Version war nur für den US-amerikanischen Markt erhältlich und musste vorbestellt werden.[36]
- Helvetios (Japan Version) der regulären Jewelcase-Version identisch, kommt aber mit japanischem Booklet – erhältlich nur für den japanischen Markt.[37]

Wie für neue Alben üblich, wurden auch mehrere Lieder von Helvetios auf Samplern von Musikmagazinen veröffentlicht. Eine Besonderheit stellt jedoch der Sampler des Legacy-Magazins (Ausgabe Nr. 77, 02-2012) dar, da auf diesem eine anderweitig nicht veröffentlichte „Extended Folk Version“ des Titelliedes Helvetios vorhanden ist.

### Tour

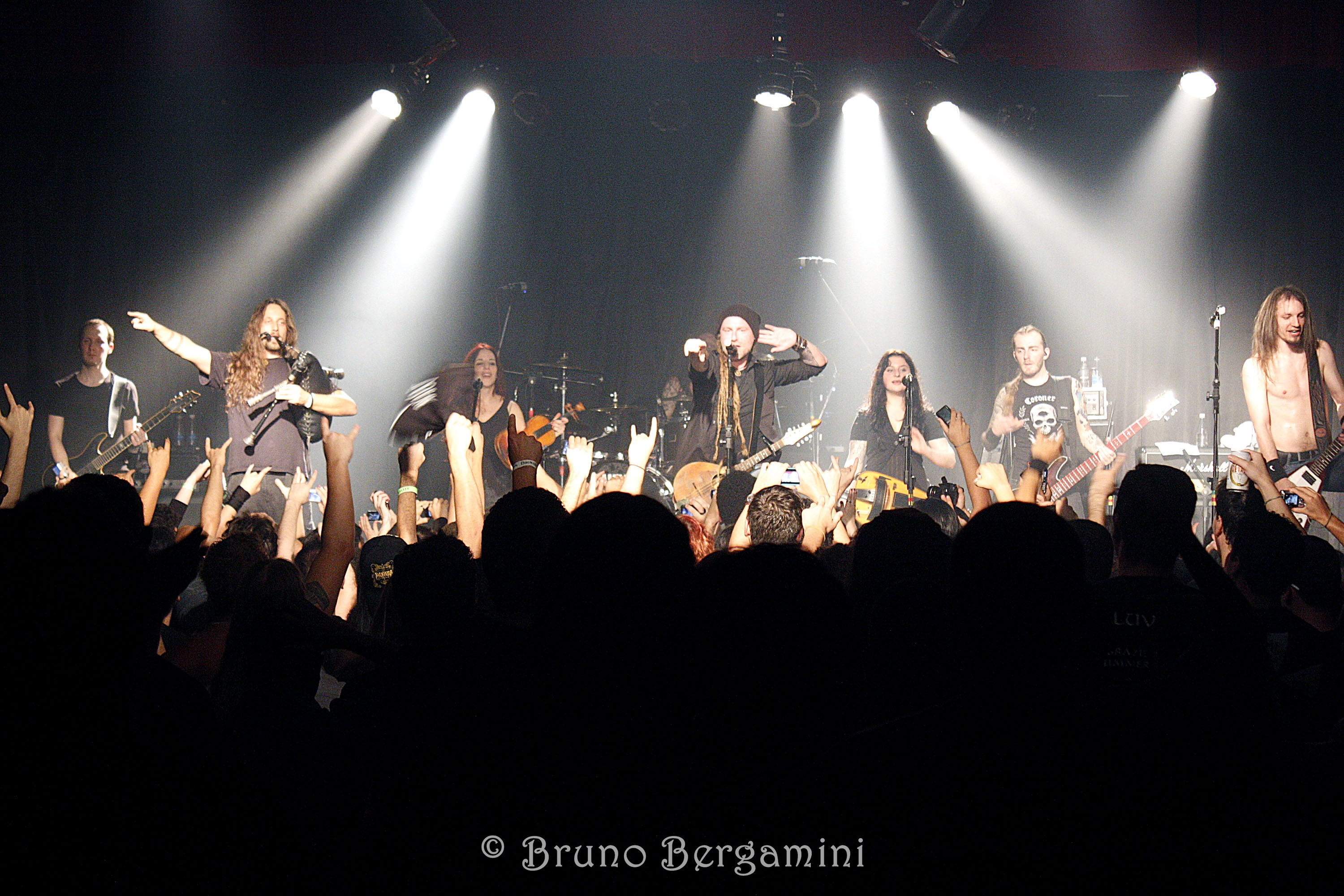
Eluveitie live bei ihrem Auftritt am 20. Januar 2012 in São Paulo im Rahmen der Helvetios World Tour

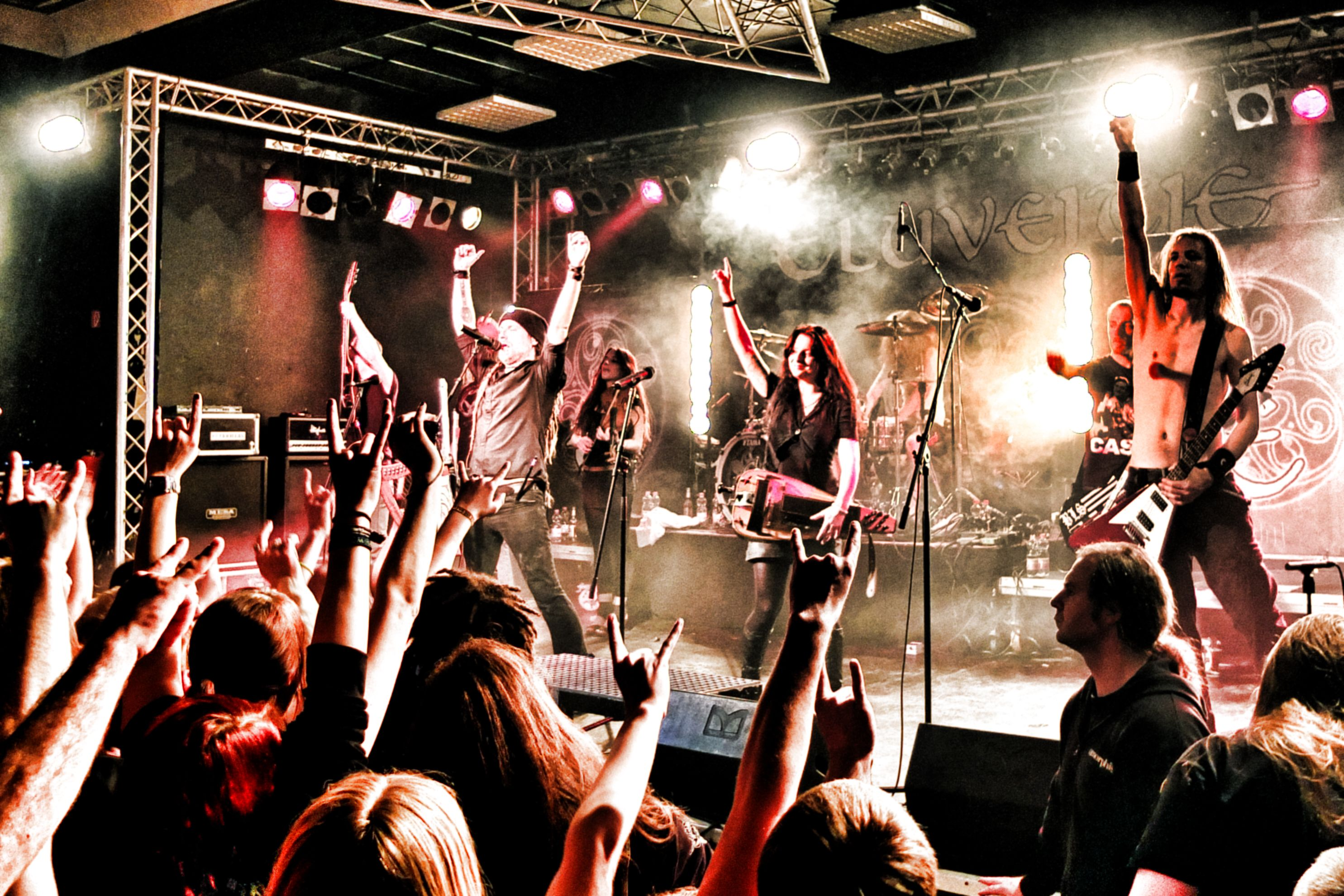
Eluveitie beim Auftritt im Rahmen der Paganfest-Tour am 25. März 2012 in Leipzig

Die Promotion des Albums fand in Form einer Welttournee statt, der Helvetios-World-Tour, die sich aus mehreren Einzeltourneen zusammensetzte. Den Tourauftakt bildeten drei Konzerte in Brasilien am 18., 19. und 20. Januar 2012. Es folgte ein Auftritt in Mexiko-Stadt am 21. Januar 2012, bevor die Band weiter nach Miami reiste, wo sie vom 23. bis zum 27. Januar 2012 an der Kreuzfahrt 70000 Tons of Metal teilnahm. Direkt im Anschluss begann am 30. Januar 2012 die Nordamerika-Tour von Children of Bodom, die bis zum 4. März 2012 dauerte. Eluveitie war bei dieser als Co-Headliner dabei. Zeitgleich zur Nordamerika-Tour fanden in Deutschland zwischen dem 10. bis 25. Februar 2012 zahlreiche Release-Partys in diversen Rock- und Metal-Clubs statt, bei denen die Band aber aufgrund der Touraktivitäten nicht anwesend sein konnte.
Der erste europäische Teil der Tour fand im Rahmen der Paganfest-Tour vom 16. März bis zum 1. April 2012 statt, bei der Eluveitie als Headliner dabei war. Das Konzert in Tilburg am 18. März 2012 wurde durch die Londoner Firma Concert Live Ltd aufgezeichnet und am 24. März 2012 als offizielles Eluveitie-Live-Album mit dem Titel Live on Tour veröffentlicht. Im April und Mai fanden nur einige einzelne Konzerte, unabhängig von einer Tour statt und am 18. Mai wurde das Album in der KuFa in Lyss zum ersten Mal in voller Länge live aufgeführt. Im Sommer 2012 trat Eluveitie auf zahlreichen europäischen Festivals, darunter Sonisphere, Metalfest, Metalcamp, Greenfield und Graspop auf. Im Anschluss an die Open-Air-Festival-Saison begleitete Eluveitie vom 7. September bis zum 11. November 2012 die schwedische Band Sabaton auf deren Swedish Empire Tour durch ganz Europa. Ein besonderes Konzert auf diesem Tourabschnitt stellte die Metal Hammer Award Show dar, bei der Eluveitie und Sabaton, ergänzt um Callejon am 14. September in Berlin das musikalische Rahmenprogramm für die Preisverleihung der Metal Hammer Awards darboten. Nach einer rund zweiwöchigen Pause im November, wurde die Helvetios-World-Tour auf dem Nordamerikanischen Kontinent am 28. November 2012 fortgesetzt. Auf diesem Tourabschnitt, der bis zum 21. Dezember 2012 dauerte, wurde die Band von Wintersun und Varg begleitet, die jeweils ihre neuen Studioalben Time I und Guten Tag promoteten. Weitere Auftritte fanden 2013 im Rahmen von Einzelkonzerten, Minitourneen und Festivals unter anderem in Australien, Brasilien, Costa Rica, Volksrepublik China, Taiwan, Russland, Israel, sowie in nahezu allen europäischen Ländern statt.

## Lieder

### Historischer Hintergrund des Albenkonzepts
Im Jahr 59 v. Chr. ließ sich der römische Konsul Gaius Iulius Caesar mit Unterstützung von Gnaeus Pompeius Magnus und Marcus Licinius Crassus für die Zeit nach dem Konsulat die Verwaltung von drei Provinzen übertragen, darunter Gallia Narbonensis, gelegen im heutigen Südfrankreich. Um sein Ansehen als erfolgreicher Feldherr zu vergrößern und ein ihm ergebenes Heer aufzubauen, griff er militärisch in die bereits angespannten innergallischen Machtverhältnisse ein. Die verschiedenen helvetischen Stämme planten zu dieser Zeit, aus ihrem angestammten Siedlungsgebiet, gelegen in etwa der heutigen Schweiz, auszuwandern. Grund dafür war die zunehmende militärische Bedrohung durch die Germanen im Norden. Das Ziel dieser Völkerwanderung sollte das Gebiet der Santonen an der Atlantik-Küste sein. Der kürzeste Weg dorthin führte durch Gallia Narbonensis; der Durchzug durch dieses Gebiet wurde von Caesar aber untersagt, der zudem einen Wall zwischen dem Jura und dem Genfersee errichten ließ, so dass die Helvetier einen deutlich beschwerlicheren Weg um die römische Provinz nehmen mussten. Caesar nutze diese entstandene Chance, und es kam im Jahr 58 v. Chr. mit der Schlacht bei Bibracte zur Niederlage der Helvetier. Caesar berichtet, dass er die überlebenden Helvetier in ihre ursprünglichen Siedlungsgebiete zurückgeschickt habe.
In den Folgejahren fanden in ganz Gallien mehrere Kämpfe zwischen Caesars Legionen und verschiedenen keltischen Stämmen statt. Ab 53 v. Chr. begannen die einzelnen gallischen Stämme, sich gegen den gemeinsamen Feind zu verbünden. Der Pakt erreichte seinen Höhepunkt unter der Führung von Vercingetorix im Jahr 52 v. Chr. In diesem Jahr fanden mit der Schlacht um Avaricum, der Schlacht von Gergovia und der Schlacht am Armançon bis zum Spätsommer drei der vier bedeutendsten Schlachten des Gallischen Krieges statt. Im September 52 v. Chr. wurde der letzte Aufstand der Gallier durch die Eroberung von Alesia in der Schlacht um Alesia niedergeschlagen. Die letzte gallische Siedlung, Uxellodunum, deren Eroberung für das Kriegsgeschehen eher unbedeutend war, fiel im Sommer 51 v. Chr. an die Römer. Dadurch wurde Gallien endgültig zur römischen Provinz.

### Inhalt und Hintergrund der Texte
Eluveitie adaptierte die historischen Geschehnisse folgendermaßen in den Liedtexten zu Helvetios:
- Der Prologue wird von Alexander Morton im Spoken-Word-Stil gesprochen und führt den Hörer in die Thematik des Albums ein.[18] Erzählt wird aus der Sicht eines alten Helvetiers, der sich an die Zeit des Krieges zurückerinnert.[57] Im Hintergrund ist das Rauschen des Windes zu hören. Zum Ende hin beginnt eine Dudelsackmelodie, die nahtlos in das darauffolgende Titellied führt.
- Helvetios soll dem Hörer den mythologischen Ursprung der Helvetier aufzeigen, wozu zahlreiche Gottheiten mit ihren jeweiligen Attributen vorgestellt werden.[57]
- Luxtos dient der Charakterisierung des Volkes. Es wird dort in Anlehnung an die Ausführungen Caesars als tapfer, kriegerisch und mutig dargestellt. Zudem wird das Expansionsbestreben der Helvetier angesprochen, welches das römische Imperium als Bedrohung wahrnahm und daher einer der Gründe für den Gallischen Krieg war. Sarah Wauquiez ist bei diesem Lied als Zugerörgelispielerin zu hören.[8]
- Home handelt darüber, wie die Helvetier von barbarischen Stämmen aus dem Norden und den Römern aus dem Süden bedroht werden. Wie auch beim vorherigen und beim nachfolgenden Lied ist der zentrale Aspekt, wie mit dieser Bedrohung umgegangen werden soll, so dass letztlich der Plan entsteht, die Heimat zu verlassen und zu fliehen.[18]
- Santonian Shores thematisiert die Verzweiflung des Volkes. Die Handlung spielt an dem Tag vor dem Aufbruch in das Gebiet des Volkes der Santonen an der heutigen westfranzösischen Atlantikküste und stellt damit den Abschluss einer dreijährigen Vorbereitungsphase dar.[57]
- Scorched Earth stellt ein reines Folk-Lied dar. Den Gesang bei diesem Lied übernimmt Christoph Pelgen im Gwerz-Stil.[5] Pelgen ist Sänger und Multiinstrumentalist des Tübinger Folk-Ensembles La Marmotte.[1] Das Lied beschreibt die Praxis der Helvetier, beim Abzug Haus und Hof zu verbrennen – ob es sich dabei möglicherweise um eine kultische Handlung handelt, ist nicht geklärt.[57]

Cover der Single Meet the Enemy

- Meet the Enemy erzählt vom ersten Aufeinandertreffen der beiden Rivalen. Am Genfersee bat Caesar die Helvetier um einige Wochen „Bedenkzeit“, um seine Armee zu stärken und ihnen letztlich mitzuteilen, dass er sie nicht durch das von ihm kontrollierte Gebiet westlich des Genfersees ziehen lassen werde. Die Helvetier nahmen daraufhin eine Alternativroute über einen engen Gebirgspass und überquerten später den Arar. Als etwa drei Viertel der Stammesangehörigen den Fluss bereits passiert hatten, griffen eines Nachts sechs römische Legionen bei der Schlacht am Arar die Helvetier im Schlaf an[18] und besiegten alle östlich der Arars gebliebenen Helvetier.[57] Als Gastmusiker wirkte bei diesem Lied, wie auch bei Home, Fredy Schnyder von Nucleus Torn als Hackbrett-Spieler mit.[8][58]
- Neverland – Nach mehreren kleineren Gefechten erkannten die Helvetier, dass sie den Römern unterlegen sind und litten unter der stetigen Zurückdrängung durch die feindlichen Truppen.[57]
- A Rose for Epona beschreibt den Anruf der keltischen Fruchtbarkeitsgöttin Epona durch eine verzweifelte Helvetierin. Chrigel Glanzmann kommentierte den Hintergrund des Liedes wie folgt:

“The song ‘A Rose For Epona’ appears about in the middle of the storyline – so, it tells about the time when the gaulish war broke out already. The Helvetians decided to leave their homeland and migrate to the west coast of Gallia, to start a new life there. In the time the song tells about, many Helvetians had to face pretty much shattered hopes. And so does the protagonist, from whose viewpoint the song is written: A young gaulish woman. She was part of the helvetic migration, but after the battle of Bibracte, all hopes that she and her people would ever reach their new home were torn to pieces. Furthermore you can imagine: She probably had lost her husband on the battlefields of Bibracte and she had to face fact that she can be glad if their common newborn child would not be killed and she herself would be sold into roman slavery. To sum it up: Her situation was desperate. In this situation ‘our’ young gaulish woman despairs, can’t accept her fate and turns to her goddess Epona… and accuses her for having forsaken her people.”

„Das Lied ‚A Rose For Epona‘ steht thematisch etwa in der Mitte der erzählten Geschichte [auf dem Album]. Es beschreibt also die Zeit, als der Gallische Krieg bereits ausgebrochen war. Die Helvetier hatten beschlossen, ihr Mutterland zu verlassen und an die gallische Westküste zu migrieren, um dort ein neues Leben zu beginnen. In der Zeit, in der die Handlung spielt, mussten sich viele Helvetier bereits mit zerstörten Hoffnungen [auf Erfolg, Frieden, etc.] auseinandersetzen. Dies gilt auch für die Protagonistin der Handlung, aus deren Sicht die Ereignisse geschildert werden: eine junge gallische Frau. Sie war eine der Auswanderinnen aus Helvetien, aber nach der Schlacht bei Bibracte wurden all ihre Hoffnungen und die ihres Volkes, das neue Land zu erreichen, zerstört. Zudem sollte man sich vorstellen, dass sie eventuell ihren Mann auf dem Schlachtfeld von Bibracte verloren hat und dass sie glücklich sein kann, falls ihr gemeinsames Neugeborenes nicht getötet und sie in römische Sklaverei verkauft wird. Man kann also sagen, dass ihre Situation hoffnungslos war. In dieser Situation verzweifelt ‚unsere‘ junge gallische Frau, will ihr Schicksal nicht akzeptieren und wendet sich an ihre Göttin Epona … und klagt sie an, ihr Volk verlassen zu haben.“

- Havoc schildert, wie Caesar mit acht Legionen im Jahr 57 v. Chr. in das damals noch nicht eroberte Gallien einfiel und das eigentliche Kriegsgeschehen losging.[57]
- Ebenso erzählt The Uprising von den meist erfolglosen Schlachten und Aufständen der Helvetier.[18] Es berichtet aber auch von dem Aufstieg von Vercingetorix im Jahr 52 v. Chr., als er zum Anführer der gallischen Aufstände gemacht wurde und die verschiedenen Teilvölker vereinen konnte.[57] Im Mittelteil von The Uprising findet sich erneut ein Spoken-Word-Teil von Sandy Morton.[18]
- Hope stellt ein reines Flöten- und Dudelsack-Zwischenspiel dar.[18] Geschrieben wurde es vor dem Hintergrund, dass durch Vercingetorix’ Bemühungen die Gallier wieder neuen Mut fassten, um gegen die Römer zu kämpfen. Inzwischen waren aber bereits zu viele gallische Krieger gefallen, als dass man die Römer noch besiegen könnte, und auch taktisch und technologisch unterlagen sie dem Gegner.[57] Nina Macchi, die Tochter des Eluveitiemanagers, spielte als Gastmusikerin die Blockflöte ein.[8]
- The Siege stellt die Ereignisse der Schlacht von Avaricum dar. Vercingetorix hatte seine Taktik geändert und wollte sich nun in der gutbefestigten Stadt Avaricum verschanzen, um die Römer während derer Angriffe auf die Stadt zu besiegen.[57] Um die Nahrungsversorgung der Feinde abzuschneiden, liess der gallische Fürst zudem alle Ortschaften in der Umgebung des römischen Lagers niederbrennen.[57] Dennoch gelang es den Römern durch eine große Belagerungskonstruktion und einer großen Schlacht, Avaricum einzunehmen und mit den dort vorgefundenen Vorräten den Feldzug fortzusetzen.

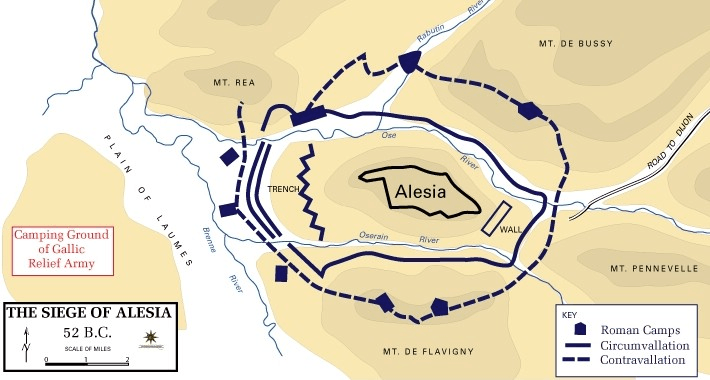
Die Belagerung von Alesia mit dem doppelten Verteidigungsring

- Alesia befasst sich mit der Schlacht um Alesia.[1] So wird geschildert, wie die Stadt von den Römern umzingelt und von der Außenwelt abgeschnitten wurde. Kurzzeitig sah es nach einer Wende im Kriegsgeschehen aus, als die Römer durch ein Entsatzheer selber belagert wurden, aber auch dieser zweiten Front standhalten konnten.[57] Als durch die Aushungerungstaktik Caesars die Vorräte in Alesia allmählich knapp wurden, schickte man alle Zivilisten aus der Stadt (auch zur damaligen Zeit genossen diese bereits besonderen Schutz im Kriegsfall), damit diese fliehen konnten, jedoch ließen die Römer sie auf Befehl Caesars nicht durch den römischen Ring abziehen. Auch die Gallier wollten oder konnten die Flüchtlinge nicht mehr nach Alesia hineinlassen, so dass diese zwischen beiden Fronten gefangen waren. So verhungerten Frauen, Kinder und alte Leute – insgesamt etwa 20.000 Menschen – direkt vor den Augen der Römer. Laut Murphy und Glanzmann handelt es sich bei Alesia um den emotionalsten Text des Albums.[18][60]
- Tullianum dient als gesprochener Nachsatz zu Alesia und spielt auf den Kerker in Rom an (Carcer Tullianus), in dem der besiegte gallische Anführer Vercingetorix hingerichtet wurde.[18] In der Hoffnung, dadurch sein Volk zu retten, hatte dieser sich freiwillig den Römern ergeben.[1]
- Uxellodunon erzählt die Geschichte der Belagerung der letzten keltischen Siedlung Uxellodunum, die im Jahr 51 v. Chr. an die Römer fiel.[1] Dies stellte das Ende des Gallisch-Römischen-Krieges dar.[18]
- Der Epilogue beginnt mit dem dritten und letzten Spoken-Word-Vortrag von Alexander Morton. Er erzählt dabei wieder aus der Sicht des alten Helvetiers, der vor seinem Haus sitzend gerade seinem Enkel die vorangegangene Geschichte erzählt hat.[1] Es folgt darauf eine Flötenweise, bis das Stück durch choralen Gesang endet.[1]

## Stil

### Musik
Verglichen mit den bisherigen Alben fällt Helvetios laut Glanzmann und mehrerer Rezensenten «epischer» aus, und beinhaltet zum ersten Mal bei manchen Liedern einen Chor. Auch wurden erneut mehrere Traditionals aufgegriffen. Gitarrist Ivo Henzi beschreibt die Gitarren auf Helvetios zudem als «abwechslungsreicher, technisch anspruchsvoller und zum Teil düsterer» als auf den vorherigen Alben. Auch bedingt durch das lyrische Konzept lässt sich das Album musikalisch in drei Teile aufteilen. Das erste Drittel weist traditionelle Folk-Metal-Kompositionen auf, im zweiten Teil hingegen wird die Musik (bis auf A Rose for Epona) härter, während im letzten Drittel die Stücke wieder melodischer arrangiert ausfallen.
Neben den dominierenden Stilen Melodic Death Metal und Folk Metal finden sich in mehreren Liedern auch Elemente des Black- (v. a. bei The Siege) oder Thrash-Metals. Das Lied A Rose for Epona weist zudem einen großen Einfluss der aktuellen Popmusik auf und wird kompositorisch mit den Liedern von Nightwish verglichen. Alesia fällt musikalisch ähnlich aus und erinnert an jüngere Werke der Band Within Temptation, allerdings mit dem für Gothic Metal typischen Wechsel zwischen Growling und klarem Frauengesang.
Die Tendenz, dass Drehleierspielerin Anna Murphy zunehmend öfters Gesangsparts übernimmt, wird auch auf Helvetios fortgeführt. Ihre Gesangspassagen sind teils klar und teils, wie die von Glanzmann, gegrowlt, bzw. gescreamt vorgetragen. Im Review des Webzines whiskey-soda.de wird der teilweise vielstimmige Gesang auf dem Album als „Highlight“ herausgestellt.
Auch das Songwriting wandelte sich verglichen mit früheren Alben. In der Anfangszeit der Band führte Glanzmann diese quasi als „Ein-Mann-Projekt mit sieben Gastmusikern“ und schrieb daher alle Lieder alleine. Über die Jahre hinweg wandelte sich diese Vorgehensweise, so dass auf Helvetios die Lieder, meist basierend auf ein Grundgerüst von Glanzmann, von der ganzen Band zusammen ausgearbeitet wurden. Insbesondere Gitarrist Ivo Henzi übte einen großen Einfluss auf die Kompositionen und Arrangements aus. Über die Band und die Gastmusiker hinaus wirkte der Gemischte Chor Maria-Lourdes aus Zürich-Seebach unter der Leitung der Opernsängerin Barbara Meszaros und Benny Richter als Soundscape-Produzent auf dem Album mit. Bei der Instrumentation war der Band der österreichische Komponist Paul Gallister behilflich.

### Texte
Helvetios ist sowohl musikalisch als auch lyrisch ein Konzeptalbum, und behandelt die Thematik des gallischen Krieges, chronologisch erzählt aus der Sicht der Helvetier. Die Liedtexte sind auf Helvetios teils in Englisch und teils, wie für Eluveitie typisch, in einer teilrekonstruierten Form des helvetischen Gallisch gehalten. Erarbeitet wurde das Konzept unter Zuhilfenahme von Cäsars De bello Gallico sowie historischer helvetischer Berichte in Zusammenarbeit mit Historikern der Universität Zürich und dem keltologischen Seminar der Universität Wien. Die wichtigsten Ansprechpartner des keltologischen Seminares waren Armin Kaar und Dominic Rivers.
Anna Murphy führte über die Vorbereitung gegenüber der Presse bei der Prelistening-Session im November 2011 dazu an: «Der Chrigel recherchiert viel in Büchern, im Internet und auch mit auf die Kelten spezialisierten Wissenschaftlern. Was wir machen, ist eine Geschichte zu erzählen, und die ist historisch fundiert. Das ist also nicht irgendwelcher esoterischer oder paganistischer Schnickschnack, sondern es ist einfach Geschichte. […] Für mich ist das [Album] ein bisschen wie ein Film-Soundtrack, weil es musikalisch voll auf die Texte abgestimmt ist.»
Glanzmann verfasste alle Liedtexte alleine, außer den des Liedes Home, welcher in Zusammenarbeit mit Anna Murphy entstand. Basierend auf Glanzmanns Texten verfassten Kaar und Rivers die gallischen Passagen in den Liedern Luxtos und Scorched Earth.

### Artwork
Das Artwork zu Helvetios fällt von der Aufmachung her in seiner Gesamtheit sehr unterschiedlich aus. Das Cover ist in schlichtem schwarz-weiß gehalten und zeigt lediglich den Bandnamen, den Albumtitel und eine Triskele. Zusammen mit dem ebenfalls sehr einfach gehaltenen, schwarz-weißen Backcover sollen Vorder- und Rückseite an einen Bucheinband erinnern. Im Inneren finden sich mehrere farbige Grafiken, die stilistisch an das Artwork von Everything Remains as It Never Was erinnern. Es handelt sich dabei um Fotografien von Landschaften, in die teilweise digital keltische Symbole eingefügt wurden, oder um Fotografien von Personen, die wie die Protagonisten der Songtexte wirken sollen. Aufgrund eines Bildfilters wirken alle Fotografien wie „zerkratzte Gemälde“. Glanzmann spricht im Zusammenhang mit dem Beiheft von einer Art „Kunst-Foto-Bildband“ und führt an:

«Wir haben einen immensen Aufwand [zur Erstellung der Fotos] betrieben. Die Idee war, Bilder zu erschaffen, wie sie entstanden wären, wenn ein Kunstfotograf wie z. B. Henri Cartier-Bresson oder André Kertész (deren fantastische Werke auch tatsächlich als stilistische Vorbilder dienten) damals dabei gewesen wäre und die Geschehnisse des Gallischen Krieges fotografisch festgehalten hätte.
Wir arbeiteten hinsichtlich der Fotos erneut mit Manuel Vargas zusammen. Dieser war monatelang mit dem Projekt ‚Helvetios‘ beschäftigt, denn er reiste de facto ziemlich weit umher und besuchte effektiv Schauplätze des Gallischen Krieges, um Bilder zu machen. Teilweise haben wir sogar einzelne Szenen authentisch nachgestellt, wobei wir natürlich diverse Models am Start hatten und mit diversen historischen/archäologischen Gesellschaften zusammenarbeiteten, was die Ausstattung der Models angeht (originalgetreue Kleidung, Replikate, Waffen etc.).»

Gestaltet wurde das Cover von Glanzmann persönlich. Als Basis für die Triskele diente ein Ornament einer Fibel, die bei archäologischen Ausgrabungen im Raum der heutigen Zentralschweiz entdeckt wurde. Laut Glanzmann war die Intention zur Erstellung dieses Covers, die Helvetier zu repräsentieren. Das gesamte übrige Artwork wurde von Manuel Vargas und Niklas Sundin ausgearbeitet. Als Statisten in den von Vargas angefertigten Fotografien für das Beiheft wirkten Mitglieder der Keltengruppe Nantaror mit.

## Rezeption

### Kommerzieller Erfolg und Auszeichnungen
Das Album verkaufte sich direkt ab der Veröffentlichung in Europa mehrere tausend Mal und stieg in vielen europäischen Ländern in die Charts ein. Die höchste Position gelang in der Schweiz mit Platz 4. Dort konnte sich das Album zunächst 15 Wochen in den Top 100, bis zum 10. Juni 2012 am Stück halten. Im Anschluss wurde das Album insgesamt drei weitere Wochen in den Schweizer Top 100 geführt; auf Platz 100 in der Woche vom 17. bis 24. Juni, auf Platz 88 ab dem 1. Juli 2012, gefolgt von einer weiteren Woche auf Platz 100, bis das Album am 15. Juli 2012 endgültig aus den Charts ausstieg. In den Vereinigten Staaten wurde das Album in der ersten Verkaufswoche bereits 4242 Mal verkauft und stieg damit auf Platz 143 der Billboard Top 200, auf Platz 7 der Billboard Hard Rock Albums Charts und auf Platz 3 der Billboard Heatseekers Albums-Charts ein. Bei letzteren handelt es sich um spezielle Charts, in denen Künstler gelistet werden, denen erstmals eine Platzierung in den Billboard-Charts gelang. In Kanada stieg Helvetios auf Platz 73 der Canada’s Top 200 Charts ein.

### Kritiken
Helvetios erhielt durch die Fachpresse durchweg positive Kritiken. Neben der sehr guten Produktion, für die Vetterli oftmals gelobt wurde, wird das Album in vielen Reviews auch als Meilenstein herausgestellt. Der Autor Xeledon vom Webzine metal.de bescheinigt der Band darüber hinaus, mit dem Album quasi das Folk-Metal-Genre revolutioniert zu haben, bzw. neue Maßstäbe dafür gesetzt zu haben. Er beschliesst sein Review mit dem Fazit:

„Alles in allem ist ‚Helvetios‘ ein saustarkes Folk-Metal-Gesamtkunstwerk, das in seinen schwächsten Momenten hervorragend umgesetzte Folk-Metal-Standards zelebriert. Wo Eluveitie aber richtig auftrumpfen, da sprengen sie das ausgelutschte Genre-Korsett und spielen in einer gänzlich eigenen Liga. Dass sie dabei nicht nur eine Vielzahl an traditionellen Folk-Instrumenten harmonisch in ihre Songs integrieren, sondern auch der Einsatz von Elementen aus Black-, Thrash- oder Gothic-Metal niemals störend wirkt, macht dieses Meisterwerk (fast) perfekt.“

Auch beim Review von whiskey-soda.de wird Helvetios bescheinigt, ein genredefinierendes Werk zu sein. Autor colin schloss sein Review mit den Worten «Helvetios ist in meinen Augen ein Album, an dem sich zukünftige Folk-Metal-Alben und -Künstler messen werden müssen. Und sie werden sich reiben! Großartig!». Metal-Hammer-Redakteur Björn Springorum zog als Fazit der Listening-Session: «[Helvetios ist eine] Gelungene Fortsetzung des Eluveitie-Erfolgsrezepts – stürmischer Metal, hymnische Refrains und jede Menge stimmungsvolle Folk-Melodien.» Der Autor Morgenstern vom Schweizer Webzine schwermetall.ch gab dem Album 12 von 13 Punkten. Auch er gab dem Album eine sehr positive Kritik:

«Eluveitie hat ein wahrlich epochales Wunderwerk konstruiert und einen emotional-epischen Soundtrack zu den gallischen Kriegen intoniert, indem sie Geschichte und Mythos gekonnt lyrisch vermischen. Damit präsentieren sich die acht Musikanten nicht nur stückschreiberisch in einer Sonderliga, sondern wissen auch konzeptionell und inhaltlich zu überwältigen. Pflichtkauf.»

Darüber hinaus wurde Helvetios bei time-for-metal.eu und von metal1.info zum Album, bzw. der Bericht dazu, zum Review des Monats gekürt. Nur in wenigen Fällen wurde negative Kritik geübt, so z. B. in dem Review von Powermetal.de, worin Julian Rohrer die Ansicht äußerte, dass das Album musikalisch zu wenig Neues mit sich bringe. Er schließt sein Fazit dennoch positiv und gibt dem Album 8,5 von 10 Punkten. Auch im deutschen Magazin Rock Hard klingt etwas Kritik an, wenn der Rezensent Jens Peters das «bewährt[e]» «Rezept» der Vergangenheit fortgesetzt sieht und schreibt: «Im Grunde ist auch auf ‹Helvetios› alles prima und wunderbar, einzig die penetrant nervende Tröte, die in diversen Songs (u. a.) im Titelstück und in ‹The Uprising› zum Einsatz kommt, hätte nun wirklich nicht sein müssen.» Das Album sei «hervorragend produziert» sowie «erwartungsgemäß voll charttauglich». Er vergab acht von zehn Punkten. Das Album erreichte in der Ausgabe des Magazins den 39. Platz von 50 besprochenen Alben mit einer Durchschnittsnote von 6,3 aller Redakteure.